# امرأة سيئة السمعة (فلم)
امرأة سيئة السمعة فيلم مصري تم إنتاجه عام 1973، من إخراج هنري بركات وبطولة شمس البارودي ومحمود ياسين ويوسف شعبان وعماد حمدي.
تكتشف هناء أن زوجها كمال شاب وصولي،
ولذلك فهو يدفعها للخطيئة، حتى يحقق طموحاته، تستسلم لرئيس الشركة سعفان
الذي يكافئ كمال بتعيينه مديرًا للمبيعات. تتقابل هناء مع أحمد جارها
القديم وتخفي عنه سلوكها. يتفقان على أن تطلب الطلاق ليتزوجها. تضيق هناء
بحياتها وبعلاقتها مع سعفان. تعترف لكمال بعلاقتها بأحمد وتطلب الطلاق
فيهددها بحرمانها من طفلها. تفاجأ بأحمد الذي يكتشف علاقتها بسعفان ويرفض
الارتباط بها فتعود للضياع
بطولة
شمس البارودي
محمود ياسين
يوسف شعبان
عماد حمدي
نجوى فؤاد
جورج سيدهم
صلاح نظمي
رجاء صادق
سلامة إلياس
فتحية شاهين
حياة قنديل
هانم محمد
أنور مدكور
قصة وسيناريو وحوار
ممدوح الليثي
إخراج
بركات

## تمثيل
- شمس البارودي
- محمود ياسين
- يوسف شعبان
- عماد حمدي
- جورج سيدهم
- صلاح نظمي
- رجاء صادق
- حياة قنديل
- نجوى فؤاد

## روابط خارجية
- مقالات تستعمل روابط فنية بلا صلة مع ويكي بيانات